# Geograph von Ravenna

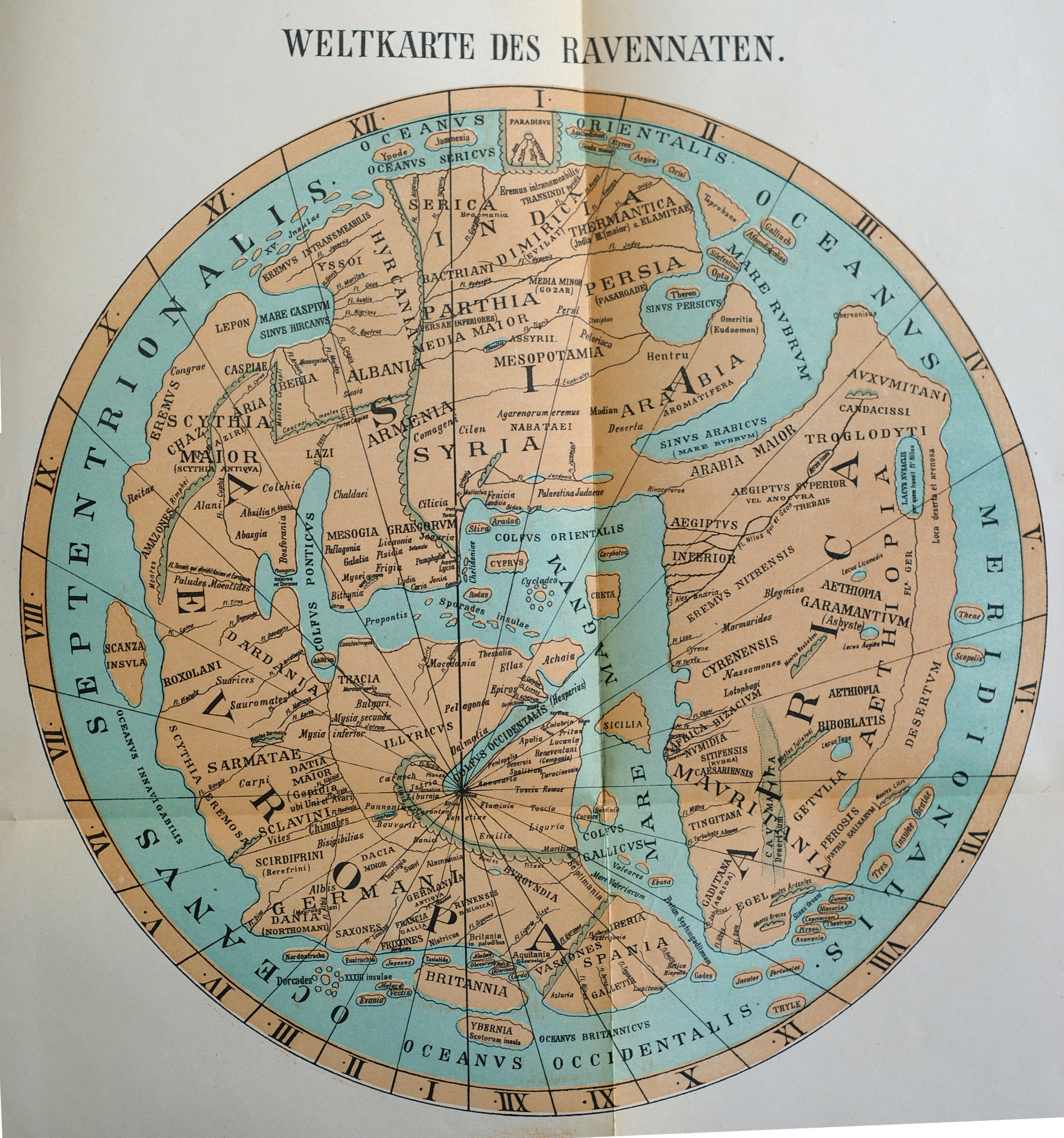
Die „Weltkarte des Ravennaten“ von Konrad Miller (1898) soll veranschaulichen, wie der Geograph von Ravenna die Welt sah

Der Geograph von Ravenna war ein anonymer Verfasser eines frühmittelalterlichen geographischen Werks mit dem Titel Cosmographia. Es ist nach Ansicht der neueren Forschung um 700 entstanden.

## Die Cosmographia
Die Cosmographia stammte aus  Ravenna, im 5. Jahrhundert Residenz des weströmischen Kaisers und danach vom 6. bis ins 8. Jahrhundert ein byzantinisches Exarchat. Das Werk war ursprünglich in griechischer Sprache verfasst und ist in einer im 9. Jahrhundert angefertigten lateinischen Übersetzung erhalten.
Diese Beschreibung der im Altertum bekannten Welt bietet in der Hauptsache eine Reihe von Namen, die sich auf Städte, Inseln und Flüsse beziehen. Die Angaben sind wahrscheinlich fast ausschließlich aus einer großen, mit der Peutingerschen Tafel eng verwandten Itinerarkarte entnommen.
Die Cosmographia wurde 1860  von Moritz Pinder und Gustav Parthey herausgegeben, die Standardausgabe stammt von Joseph Schnetz (1929).

## Ausgaben
- Moritz Eduard Pinder, Gustav Parthey: Ravennatis Anonymi Cosmographia et Guidonis Geographica. Berlin 1860 (Neudruck Aalen 1962) Volltext.
- Joseph Schnetz: Itineraria Romana. Bd. II: Ravennatis Anonymi cosmographia et Guidonos geographica. Teubner, Leipzig 1929 (Nachdruck K.G. Saur 1990, ISBN 978-3-598-74274-3)